# (22562) Wage
(22562) Wage (1998 HC19) – planetoida z grupy pasa głównego asteroid okrążająca Słońce w ciągu 4,57 lat w średniej odległości 2,75 j.a. Odkryta 18 kwietnia 1998 roku.